# Садове (Хмільницький район)
Садóве (до 2016 року — Комсомóльське) — селище в Україні, у Махнівській сільській громаді Хмільницького району Вінницької області. Населення становить 258 осіб. До 2019 року орган місцевого самоврядування — Махнівська сільська рада.

## Географія
Селище розташоване за 72 км від обласного центру та 76 км від районного центру. Селищем тече річка Безіменна, права притока Гнилоп'яті.

## Історія
У 2015 році селище було внесено до переліку населених пунктів, які підлягали перейменуванню відповідно із законом «Про засудження комуністичного та націонал-соціалістичного (нацистського) тоталітарних режимів в Україні та заборону пропаганди їхньої символіки». 12 травня 2016 року Постановою Верховної Ради України село Комсомольське перейменовано в Садове.
11 вересня 2019 року, в ході децентралізації, селище Махнівської сільської ради об'єднане з Махнівською сільською громадою.
19 липня 2020 року, в результаті адміністративно-територіальної реформи та ліквідації Козятинського району, селище увійшло до складу Хмільницького району.

## Населення

### Мова
Розподіл населення за рідною мовою за даними перепису 2001 року:
| Мова       | Кількість | Відсоток |
| ---------- | --------- | -------- |
| українська | 257       | 99.61%   |
| російська  | 1         | 0.39%    |
| Усього     | 258       | 100%     |